# Голяма Душанова грамота за Карейската килия
Голямата грамота на Стефан Душан за Карейската килия е дарствен хрисовул, издаден в Прилеп през 1348 година от сръбския цар Стефан Душан, който дарява на Карейската килия „Свети Сава Йерусалимски“ в Атон хвосненското село Косорики (днес в Република Косово) заедно с четири негови махали (заселки) и определя годишен доход за килията в размер на 100 венециански перпера, заделени от царския имот (къща), както и различни дарове в натура (гуни, кожуси, обуща, сирене и сол). Освен това грамотата потвърждава задълженията на обителта-майка Хилендар и на Сръбската патриаршия по отношение на Карейската килия. Отделно, царица Елена, която е обявена за втори ктитор на изпостницата и е получила правото да избере по свое желание неин предстоятел измежду редовете на хилендарското братство и с неговата благословия, посочва за такъв бившия хилендарски игумен Теодул.
Документът се съхранява в архива на Хилендарския манастир под номер 149/151, топографска сигнатура 11. Написан е на пергамент с ширина 285 – 290 mm и дължина от 690 mm. Текстът е изписан с черно мастило и хубав устав и заема 144 реда заедно с двуредовия царски подпис. С червено мастило са изписани инвокационният кръст в началото, инициалите в текста (общо 17 на брой), думите слово, хрисовул, цар, царица и техните форми, последните две цифри в годината и царският подпис с орнаментните кръстове в него. Печат няма, но след царския подпис в листа са направени четири дупчици, през които е преминавала връв.
Запазени са още две царски грамоти, издадени от Стефан Душан на Карейската килия „Свети Сава Йерусалимски“ през същата 1348 г. – първата е издадена в Скопие и се съхранява в Хилендарския архив под номер 31 (Хил. 31), а втората и най-кратка грамота е издадена отново в Прилеп и също се съхранява в архива на Хилендар под номер 30 (Хил. 30). От трите грамоти Хил. 149 е с най-обемно съдържание, което в голямата си част е преповторено от съдържанието на Хил. 30. Дълго време фокусът на изследователите е бил съсредоточен предимно върху Голямата прилепска грамота, за чийто по-кратък вариант се е смятала грамотата Хил. 30. Въпреки това в Големия хрисовул не се съдържа информация за дареното от Стефан Душан риболовище на хилендарската болница, каквато се открива в Хил. 30, което кара някои изследователи да приемат, че въпросната грамота Хил. 30 е самостоятелен документ, който според сръбския изследовател Владимир Мошин е послужил за първообраз на Големия прилепски хрисовул за Карейската килия (Хил. 149).
В сръбската историография няма единно мнение по въпроса за автентичността на Големия прилепски хрисовул. Съмнения в неговата автентичност изказват Георгий Острогорски, професор Сима Чиркович и Душан Синдик, които гледат на документа като на фалшификат от по-късно време. На противоположно мнение са Владимир Мошин и Лидия Славева, които не поставят под съмнение автентичността на грамотата. В по-ново време Драгич Живойнович определя документа като автентичен препис на оригиналната грамота, направен в края на XIV век.

## Текст на грамотата
| „ | Достолепно и добродетелно, и благоразумно е винаги да принасяме слава на Бога в Троицата, тоест в Отца и Сина и Светия дух – единно божество, единна сила, едно естество, единна същност, несътворено, непроменливо и неразмесимо, трисъставно и събезначално, и единославно, и единопрестолно. От Нея просия светлината на неизречимата слава и многочестни, и драгоценни дарове бяха дарени на пророците и апостолите, и на мъчениците, и светците, и на преподобните, и на всичкия народ православен. От нея процъфтяха боголиките венци за всички, които с вяра са мирно живели на земята, а на самодържавните царе, владици и всички господари различно дарове се разделиха, и като причина за живота безмерната Мъдрост Божия към всекиго велегласно въпие, казвайки: Чрез Мене царе царуват и утвърждават се скиптрите им, и силни с усърдие правда пишат. Така и аз, в Христа Бога благоверен и от Бога поставен Стефан, цар на цяла Сърбия и Приморието, и на Западните страни, наречени Албания и Поморие, и цял Дис, по Божествено благословение израснах в своето отечество и по Негова воля наричам се издънка на благия корен на светите мои родители: от праведния свети Симеон Неманя, новия мироточец, който е бил първи господар бивш на сръбските земи, на нашия светител, архиерей и първопрестолник на отечеството наше, свети Сава. А сега, чрез Божията благодат и помощта на пречистата Богородица и чрез молитвите на тези богоугодни свети родители и прародители мои, по Божия благословия дадено ми беше царство. И понеже от началото на моето царуване съм обзет от ревност към всички свети божествени църкви, и с дарената ми от Бога и боголюбива царица августа кира Елена, постарахме се от все сърце и душа за манастирите в Света гора, великата пустиня Атон, където се намират преподобни богоносни свети иноци и блажени отци. И като слушах много и дивно за живота на тези свети мъже, та и царство ми отдавна желаеше и да види, и да се поклони на тези свети места, и да приема благословия от тези свети и богоносни отци, живеещи страннически на земята. И така, по волята на моя Христос и с помощта на пречистата Негова майка, която насърчава във всяко добро дело и дава всяко благо за спасение, и изпълнява в добро всяко желание, изпълни се от душа с желание сърцето мое – да видим тази Света гора, както бе казано: Подигам очи към планините, отдето ще ми помощ дойде. И пак: На планината, душо, да се възкачим, върви там, откъдето ще ти дойде помощ. И като дойде царство ми с богодарената ми царица августа кира Елена тук, където се намира големият манастир, наречен Хилендар, създаден от прародителите мои, дойде царство ми и поклони се, и прие благословение от живеещите в него преподобни старци. Тогава отиде царство ми във вътрешните манастири в тази Света гора. И след като посети царство ми тези свети манастири с богодарената ми царица августа кира Елена, дарих ги и украсих с различни дарования и допълни царство ми всичко онова, що не достигаше на тези свети манастири. И видях в тази Света гора жилищата, скиниите и пещерите на тези преподобни, свети и богоносни отци-пустинослужители и бях много удивен от живота на тези свети мъже, които са истински небесни хора и ангели на земята. И приех благословии и душеполезни слова чух като поучения, за да ми са от голяма полза, както е казано: Да се обърнат към мене, рече, боящите се от Теб и виждащите Твоите свидетелства. И като обиколихме тези свети места, стигнахме до място, наречено Карея, където се намира килията на свети Сава, на великия пустинослужител йерусалимски, създадена от господина и родител, и просветител наш кир Сава, в която безмълвен и богоугоден живот живя. И като видя боголюбивата царица кира Елена оскъдицата и голямата нищета в тази килия и свята църква, разпали се в любов Христова към тази свята килия. И по изволение на боголюбивото нейно сърце нарече я на името на своето царство, да е втори ктитор на тази свята и божествена килия в съблюдение и съхранение на това свято място, та да е в полза на душата на царство ѝ. И да си избира от всеки чин хилендарски старец, когото си пожелае, и да (го) постави в тази свята килия, но с прошението и благословията хилендарска, и по нейна воля и желание, и да не бъде от другаде, освен от църквата хилендарска. И като се върна пак царство ми в своя си, в светия и божествен манастир Хилендар, поиска царство ми с богодарената ми царица августа кира Елена старец предстоятел на тази свята килия. И по волята на царства ни и чрез благословията на игумена и всички старци благослових проигумена поп Теодул да е предстоятел на тази килия, която е в Карея. И така му я даде царство ми – да му е неизменно до живот, да моли Бога за живот и спасение на душите на царства ни. И поради усърдното моление и благоразположение спрямо всички свети и божествени църкви на превисоката богодарена ми царица августа кира Елена и на богодарения син наш, благоверния крал Урош, на всечестната тази килия на свети Сава, която е в Карея, дари царство ми в Хвостно село Косорики и с всичко заселки: заселките му Днеполе, Доляни, Чешково, Челопеци, и с границите косорички, и с очертанията, и с междите, с лозята, с мелниците, с градините, с ливадите, с пасищата и с лазовете, и с планините, и с всички права на това село. И това дари царство ми, да бъде на килията на свети Сава, която е в Карея, довеки. И освободи го царство ми от соке, от позоб и от приселица, от войска, от псар и поклисар, от градозидание, от виноград, от сенокоси, от глоби и данъци, просто казано, от всякакви работи, големи и малки. И да не го безпокои ни кефалия, ни княз, ни севаст, нито владеещият в тази земя, а да си го владее килията Савина и управляващият в нея старец, по воля и желание на този старец. И да е в закона на селата хилендарски, както Крушево и останалите села хилендарски, да работи на тази свята килия. И каквото е записано от светите ктитори, да се дава от манастира в килията на свети Сава благословения. Моли царство ми и заповядва да се изпълнява и извършва онова, което е установено от светите ктитори. Така и в Дома Спасов, православната патриаршия на нашето отечество, което са поискали светите ктитори, да се даде, и него да не съкращава господинът и отец наш патриархът на светия престол на великата патриаршеска църква, но надлежно да се дава, както са отредили светите ктитори. Към всичко това, царство ми приложи, да се дава от къщата на царство ни всяка година по 100 венециански перпера и 10 гуни, и 10 кожуха, и 10 обуща, и 10 мяха сирене и 10 сирена. И да си взима всяко лято на Плоча 50 спуда сол. И село Косорики, колкото соке биха давали на царство ми, това да го дават на килията на свети Сава. И това е златопечатното СЛОВО на царство ми. Моля всички вас, царуващи след мен, този ХРИСОВУЛ да не бъде нарушаван, а повече да се утвърди. Ако някой, изкушаван от дявола, се постарае да потъпче това написание мое, на ЦАР Стефан и на ЦАРИЦА августа кира Елена, такъв да го разори Господ Бог и пречистата Негова майка и да бъде поразен от силата на честния и животворящ кръст, и да е проклет от дванадесетте апостоли и четиримата евангелисти, и от седемте вселенски събора, и от светите отци наши Симеон и Сава, и от всички светци, и да не е благословен от Царство ми, и да е съпричастен с Юда, предателя Христов, и с онези, които са казали: „Кръвта му на нас и на чедата наши“. Записа се този хрисовул, докато господин превисокият цар стоеше във великославния град Прилеп, в лето 6856, индикт първи. СТЕФАН В ХРИСТА БОГА БЛАГОВЕРЕН ЦАР И САМОДЪРЖЕЦ НА СЪРБИ, ГЪРЦИ (И) ПОМОРИЕ И ЗАПАДНИТЕ СТРАНИ | “ |